# Моа (острів)
Моа (англ. Moa Island) — острів біля північного узбережжя Австралії з групи Островів Торресової протоки. Розташований за 40 км на північ від острова Терсді. Він є найбільшим в групі Вестерн-Айлендс (англ. Western Islands).

## Кубін
На острові знаходиться два населених пункти — Кубін та Сент-Полс.
Населення селище Кубін у 2006 році становило 201 особа. У Кубіні мешкають нащадки аборигенів з племен Муалгал, Кулкалгал та Кайвалгал. Останні були переселені на острів у 1921 році. Вони заснували селище Пойд у південно-західній частині острова. Після Другої світової війни частина населення Пойда повернулася на рідний острів Horn Island, частина переселилась у Кубін, а поселення Пойд перестало існувати.
Селище Сент-Полс засноване у 1904 році вихідцями з тихоокеанських островів. Згідно з федеральним імміграційним законом робітникам з островів Тихого океану дозволено залишитись в країні лише на території Островів Торресової протоки. У 1908 році англіканська церква заснувала тут місію святого Павла. У 1985 році громада Сент-Полса отримала право власності на свою землю згідно з Актом Гранта. У 2006 році населення острова становило 238 осіб.
Населення Кубіна розмовляє мовою кала-лагав-я (діалекти мувалгау, італгау та кайвалгау), в той час як у Сент-Полсі розмовляють на брокані (креольська мова Торресової протоки), хоча більшість людей можуть спілкуватись на обидвох мовах.